# La Catalina (ort)
La Catalina är en ort i Mexiko.   Den ligger i kommunen Ometepec och delstaten Guerrero, i den sydöstra delen av landet, 300 km söder om huvudstaden Mexico City. La Catalina ligger 129 meter över havet och antalet invånare är 191.
Terrängen runt La Catalina är kuperad norrut, men söderut är den platt. Runt La Catalina är det glesbefolkat, med 11 invånare per kvadratkilometer. Närmaste större samhälle är Ometepec, 18,5 km nordväst om La Catalina. Omgivningarna runt La Catalina är en mosaik av jordbruksmark och naturlig växtlighet.